# Резник, Джудит Арлен
Джу́дит А́рлен Ре́зник (англ. Judith Arlene Resnik; 5 апреля 1949, Акрон, Огайо — 28 января 1986, мыс Канаверал, Флорида) — американская женщина-астронавт и инженер. Совершила один космический полёт (1984) и провела в космосе 145 часов. Её считают «первым еврейским астронавтом», хотя самой Джудит это совсем не нравилось, несмотря на её происхождение (национальность). Она не практиковала иудаизм. Первым еврейским космонавтом следует считать Бориса Волынова, который вышел в космос в 1969 году на "Союз-5"http://worldrusnews.ru/?p=23101. Была в составе экипажа из 7 астронавтов шаттла «Челленджер» и погибла при его старте 28 января 1986 года в самом начале своего второго полёта.

## Детские годы и годы учёбы
Джу́дит (Юдит) А́рлен Ре́зник родилась 5 апреля 1949 года в Акрон, штат Огайо.
Её дед Яков Резник был родом из Киева. В начале 1920-х годов, как только представилась возможность, он эмигрировал с семьёй в Палестину, которая в то время была подмандатной территорией Великобритании. Там и родился отец Юдит — он рос и воспитывался в ортодоксальной еврейской среде и с ранних лет стал учиться в религиозной школе Хеврона. После еврейского погрома 1929 года семья Резников перебралась из Палестины в США. Поселились они в Кливленде. Яков (дед Юдит) стал работать резником при местной синагоге, полностью оправдывая свою фамилию. Его сын Марвин (Marvin) — будущий отец Юдит — со временем выучился на оптометриста. Он стал работать, женился, и в его семье родилось двое детей.
Когда Юдит было четыре года, у неё появился младший брат — Чарльз (Charles).
Детство Юдит нельзя было назвать счастливым. Обстановка в семье была тяжёлой. Её мать — властная и настойчивая Сара Резник (Sara Resnik) — постоянно ссорилась с мужем в вопросе воспитания двух своих детей. Отношения Юдит с матерью были напряжёнными и, когда родители развелись, семнадцатилетняя Юдит предпочла жить с отцом. Тем не менее Юдит росла тихим и послушным ребёнком, хотя отношения в семье повлияли и на её взгляды на личную жизнь.
Отец пожелал дать детям еврейское образование, и Юдит все годы аккуратно посещала еврейскую воскресную школу, прошла бат-мицву в местной синагоге. Девушка обучилась также игре на пианино (классика), а в 1966 году завершила среднее образование с блестящими успехами по математике в обычной американской школе в городе Акрон — Firestone High School, известной тем, что её закончили несколько известных в США артистов, музыкантов и спортсменов-пловцов, включая олимпийских чемпионов.
В 1966 году Юдит Резник поступила в университет Карнеги — Меллон в Питтсбурге (Pittsburgh’s Carnegie Mellon University), штат Пенсильвания, где намеревалась заниматься математикой, но в первый год обучения изменила свои планы после того, как стала встречаться с Майклом Олдаком, студентом-инженером, и посетила некоторые из его занятий. С тех пор она твёрдо решила посвятить себя практической науке, в 1970 году получив диплом инженера-электрика в числе пяти лучших студентов университета.
Студенческие годы много дали Юдит, и не только в интеллектуальном плане. Она упорно изучала не только обязательные для специальности предметы, но училась риторике, принимала активное участие в студенческом самоуправлении. Сокурсники уважали её за серьёзность и целеустремлённость. Но Юдит не была так называемым «синим чулком». В ней с одинаковым постоянством уживались серьёзность и весёлость, умение упорно работать и бездумно веселиться с друзьями. При этом университет дал Юдит не только солидную математическую и инженерную подготовку, но и мужа. Исследователь её жизни и космической судьбы, учёный из Чикаго Илья Куксин пишет, что в 1970 году сразу же после торжественной церемонии получения дипломов она и её однокурсник Майкл Алдак после традиционной хупы в синагоге Beth El в Акроне стали мужем и женой. Однако в 1974 году они разошлись, так как Майкл мечтал о тихой семье и детях, а Юдит хотела продолжить свою карьеру.
В 1977 году Юдит Резник защитила докторскую диссертацию в Мэрилендском университете в Колледж-Парке. Её диссертация была посвящена влиянию электричества на сетчатую оболочку глаза.

## Образование
- Carnegie Mellon University (B.S., 1970)
- University of Maryland (Ph.D. electrical engineering, 1977).

## Карьера в НАСА
В отряде астронавтов с 1978 года.
Летом 1977 года Юдит прочитала в газете, что американское космическое агентство НАСА объявило набор в группу астронавтов, и что на сей раз будут приниматься и женщины. В штаб-квартире этой организации заявление Юдит приняли, но заявили, что шансы у неё практически нулевые. Докторская степень — это, конечно, очень хорошо, но преимущество будет отдано тем, кто умеет летать и имеет лицензию лётчика. Ведь по тогдашним понятиям считалось, что астронавт — это прежде всего лётчик. Далее Юдит сказали, что число заявлений приближается к восьми тысячам, а принято будет только 35 человек, а из них всего шесть женщин.
Другой человек опустил бы руки, но не Юдит. Она немедленно связывается со своим другом детства — Леном Нами. Он к тому времени стал профессиональным лётчиком и работал на канадских авиалиниях. С его помощью Юдит научилась летать, но для получения лицензии лётчика надо было не только уметь летать, но и сдать три весьма сложных профессиональных экзамена. Юдит сдала их, и как обычно, блестяще. Она набрала на самом главном экзамене 100 баллов из 100, а на двух остальных — по 98 из 100. Сразу же телеграфировала об этом в НАСА и, надо полагать, что это произвело соответствующий эффект.
Среди шести принятых женщин-астронавтов была и Юдит Резник. В то время она работала в должности инженера-биомедика в лаборатории нейропсихологии Национального института здоровья — англ. National Institutes of Health в Бетесда (Мэриленд).
Кандидатом в астронавты Юдит Резник стала в январе 1978 года. Специальная комиссия НАСА направила её на годичные тренировочные курсы, которые она завершила в августе 1979 года. HАСА предложила ей заняться исследовательской работой — изучением принципа деятельности всевозможных орбитальных систем, программным обеспечением полётов. Юдит стала изучать и системы ручного управления космическим кораблём. Словом, началась работа в совершенно новой для неё области. Юдит успешно справилась и с теорией, и практикой работы в непривычных условиях невесомости.
В конце августа 1984 года состоялся первый космический полёт Юдит Резник в составе экипажа космического корабля «Дискавери». Это был первый старт в космос этого космического корабля. Юдит была единственной женщиной в составе экипажа, и пятеро мужчин ревностно наблюдали за её работой. Сразу же по возвращении на Землю командир экипажа полковник Генри Хартсфилд заявил: «Юдит была лучшей из нас».
В своём первом космическом полёте Юдит провела 144 часа 57 минут и проводила довольно сложные научные наблюдения. Неоднократно транслировались её репортажи на Землю.
По возвращении на землю о Юдит много писали, её просто осаждали репортёры, но она не любила этого шума и всячески старалась уклоняться от него. Но положение обязывало принимать участие в пресс-конференциях, отвечать на вопросы умные и глупые, а иногда и просто провокационные. Так, на вопрос, как она соблюдала каноны иудейской религии в космосе, Юдит ответила просто — в этих специфических условиях их нельзя было соблюдать, а затем добавила, что её еврейские корни глубоки и прочны, и она не собирается от них отказываться.

## Космические полёты
- Резник стала 147-м человеком в космосе, 77-м астронавтом США и 4-й женщиной, совершившей орбитальный космический полёт.
- STS-41-D, Дискавери, 1984
- STS-51-L, Челленджер, 1986
- Эмблемы миссий

## Гибель

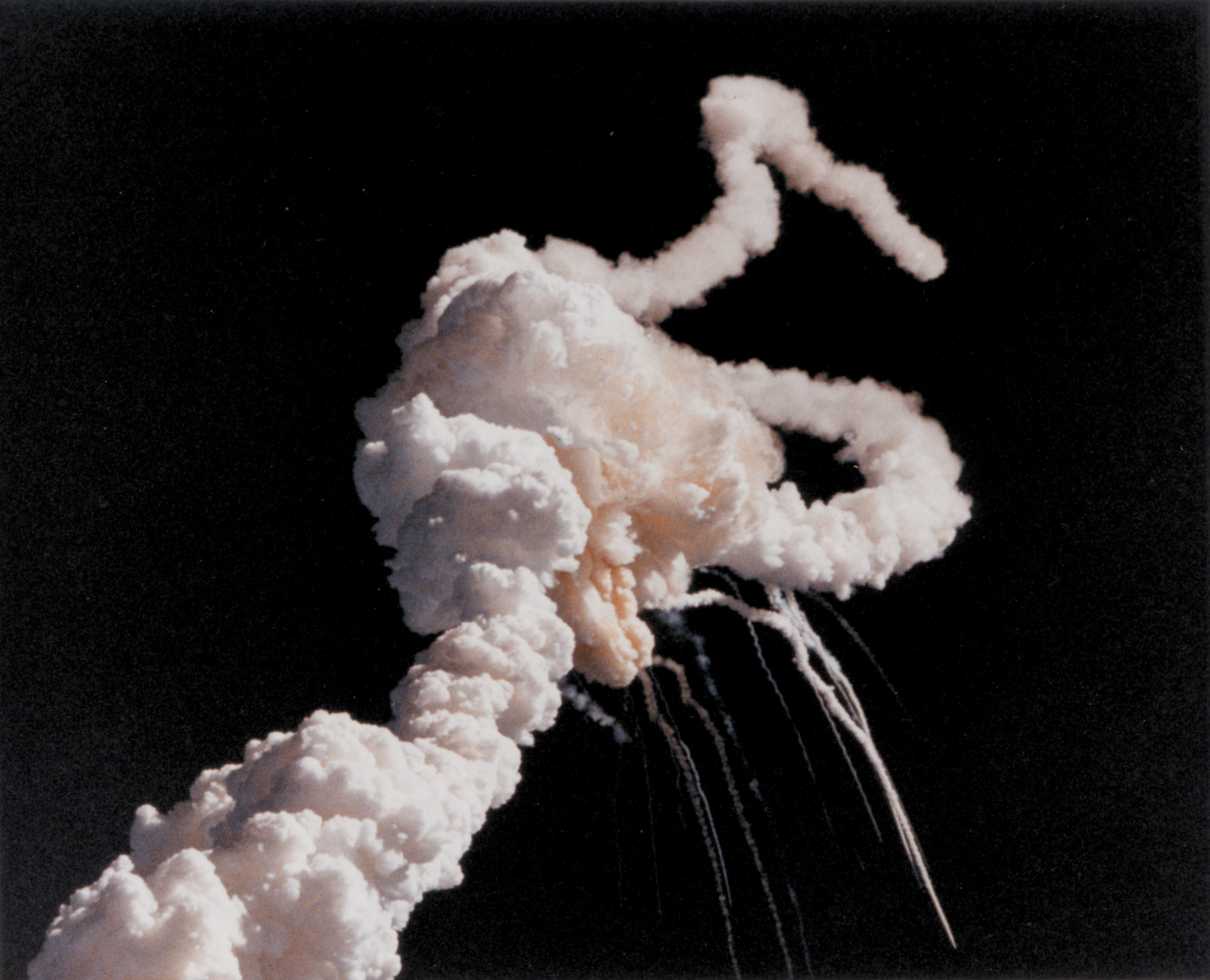
Взрыв шаттла «Челленджер»

- Джудит Резник погибла 28 января 1986 года вместе с остальными членами экипажа во время катастрофы космического корабля «Челленджер».

На поминальной молитве в синагоге города Акрон — в той самой, где Юдит проходила обряд бат-мицвы и стояла под хупой — губернатор штата Огайо сказал: «Она знала, что будет в космосе, как дома, и навсегда осталась в нём».
Могилы Джудит Резник не существует. Останки были кремированы, и прах развеян над океаном.

## Личная жизнь
Была штурманом раллийных гонок.

## Память
В 1988 году Международный астрономический союз присвоил имя Джудит Резник кратеру на обратной стороне Луны.